# Глава
Глава — у літературному творі важлива одиниця композиційного членування, розділ книги чи статті, що позначається нумерацією, або окремим заголовком, що позначає розділ тексту.

## Структура
Велике значення для композиції та ритму цілого має структура глави, особливо — характер її кінця і початку, а також динаміка сюжетної напруги, наприклад, посилення або зменшення до кінця глави. Так для «роману жахів», романів пригод, характерно, що автор в кінці глави залишає героїв в безвихідному становищі, а читача — в невіданні про їхню долю, переходячи в наступному розділі до іншої сюжетної лінії — і тим підвищуючи напругу.
Також стилістично показово членування частин роману або поеми на рівне і кругле число глав приблизно однакового розміру, яке вказує на прагнення до строгості архітектоніки, до симетрії частин. Така структура характерна для реалістичного побутового і виховного роману.
Навпаки, сентименталісти (Л. Стерн), в якості одного з прийомів іронічного руйнування форми, вдаються іноді до пародії поділу на глави («Трістрам Шенді»).
Нарешті, стилістичне значення має назва глави, яка еволюціонує від докладного переліку змісту до одного цифрового позначення; особливо показові в цьому розвитку пародійні (Стерн, почасти Дікенс) і іронічні (Гофман) заголовки XVIII та XIX століть.